# Giulia Siegel
Giulia Siegel (nascida Julia Anna Marina Siegel; Munique, 10 de novembro de 1974) é uma atriz, apresentadora de televisão e modelo da Alemanha.